# Syrrhopodon incompletus
Syrrhopodon incompletus är en bladmossart som beskrevs av Schwaegrichen 1824. Syrrhopodon incompletus ingår i släktet Syrrhopodon och familjen Calymperaceae. Inga underarter finns listade i Catalogue of Life.